# شون نیشیمه
شون نیشیمه (انگلیسی: Shun Nishime؛ زادهٔ ۲۰ فوریهٔ ۱۹۹۸) بازیگر، model اهل ژاپن است. وی از سال ۲۰۱۴ میلادی تاکنون مشغول فعالیت بوده‌است.